# Giao hưởng số 9 (Beethoven)

Bản thảo viết bản Giao hưởng số 9 của Beethoven.

Bản giao hưởng số 9 được viết ở giọng rê thứ, opus 125 là tác phẩm giao hưởng trọn vẹn cuối cùng do Ludwig van Beethoven biên soạn. Hoàn thành vào năm 1824, nó sử dụng một phần nội dung của bài ode An die Freude ("Ode hoan ca") của Friedrich Schiller làm lời ca cho những người đơn ca và đồng ca thể hiện trong chương cuối. Đây là thử nghiệm đầu tiên mà nhà soạn nhạc vĩ đại sử dụng giọng hát con người ở cùng cấp độ với các nhạc cụ trong một bản giao hưởng.
Bản giao hưởng này có lẽ là tác phẩm được biết đến nhiều nhất trong tất cả các tác phẩm của âm nhạc cổ điển châu Âu, và được xem là một trong những kiệt tác của Beethoven, được soạn khi ông điếc hoàn toàn. Có thể nói nó đóng một vai trò văn hóa nổi bật trong xã hội hiện đại. Đặc biệt, âm nhạc trong chương thứ tư (bỏ phần lời) được dùng làm bài ca chính thức của Liên Minh châu Âu (xem Ode hoan ca).

## Lịch sử

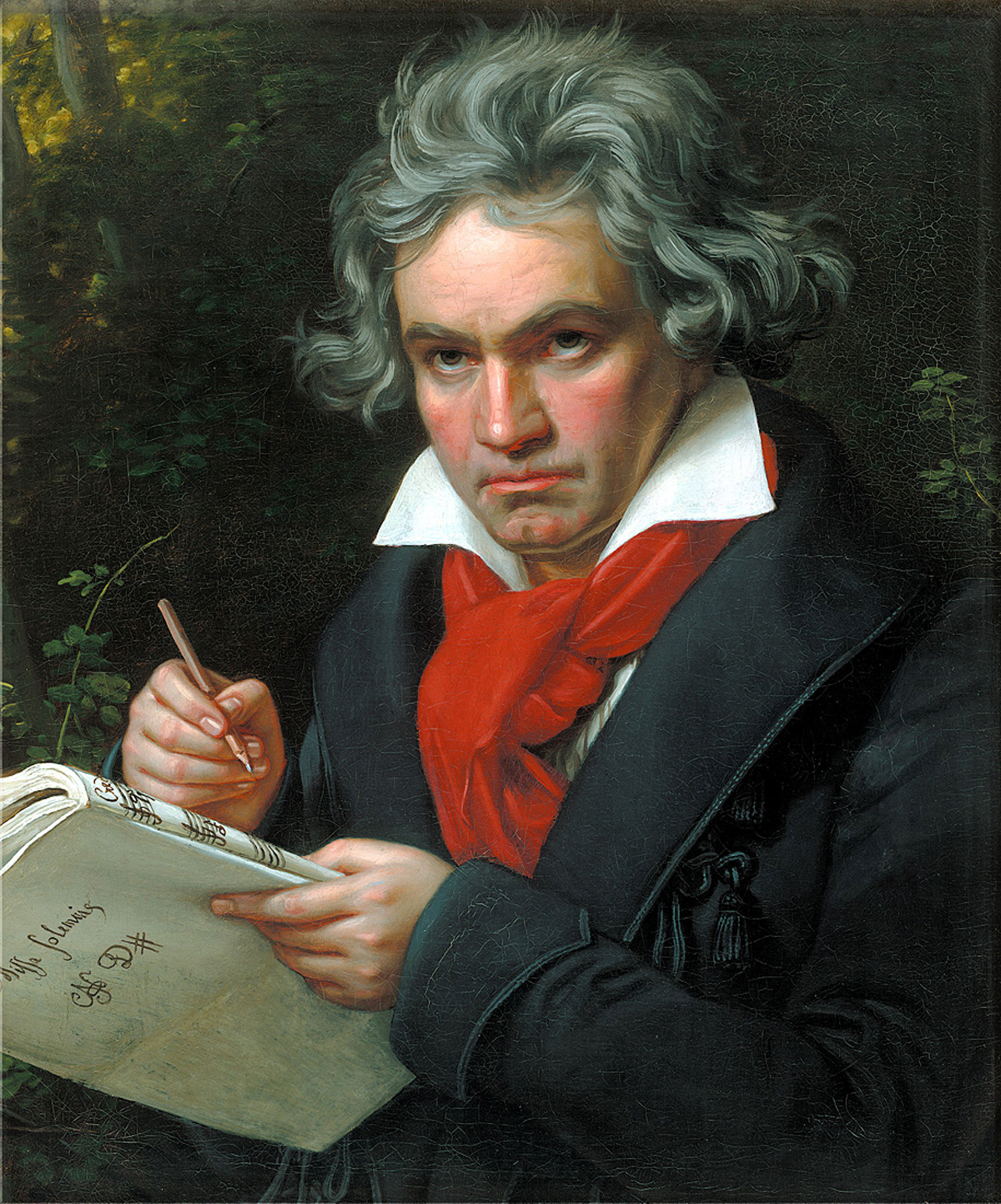
Chân dung Ludwig van Beethoven năm 1820. Lúc soạn Giao hưởng số 9, Beethoven đã hoàn toàn bị điếc.

### Hoàn cảnh sáng tác
Hiệp hội London (The Society of London - sau này là Royal Philharmonic Society) đặt hàng bản giao hưởng vào năm 1817. Beethoven bắt đầu làm việc với bản giao hưởng cuối cùng vào năm 1818 và kết thúc vào đầu năm 1824. Khoảng 10 năm sau bản giao hưởng số 8. Tuy nhiên, Beethoven bắt đầu sáng tác tác phẩm này sớm hơn. Ông đã muốn đặt An die Freude vào nhạc rất sớm từ năm 1793. Ông đã làm điều đó, nhưng thật không may tác phẩm này bị mất vĩnh viễn. Từ chủ đề cho chương scherzo có thể lần ngược về bản fugue được viết vào năm 1815.
Đoạn mở đầu cho phần thanh nhạc của bản giao hưởng gây ra rất nhiều khó khăn cho Beethoven. Bạn ông, Anton Schindler, sau này kể lại: "Khi anh ấy bắt đầu sáng tác chương 4, sự nỗ lực bắt đầu như chưa bao giờ có. Mục đích là tìm ra cách đi vào phần mở đầu của đoạn tụng ca của Schiller. Một hôm Beethoven nhảy vào phòng và la lớn "Tôi tìm ra rồi, tìm ra rồi" Sau đó anh ấy cho tôi xem phác thảo của những từ "cho chúng tôi hát bản tụng ca của Schiller bất tử". Tuy nhiên, đoạn mở đầu đó đã không có trong sản phẩm cuối cùng, và Beethoven đã trải qua rất nhiều thời gian viết lại phần đó cho đến khi nó thành hình dáng như chúng ta thấy ngày hôm nay.

## Chi tiết

### Các chương
Giao hưởng số 9 của Beethoven thuộc vào số ít tác phẩm của nền nghệ thuật thế giới, như những đỉnh núi cao nhất, trội hơn tất cả những gì mà những thiên tài nghệ thuật của nhân loại tạo nên. Cũng như những bài thơ của Homerk "Thần khúc" (Divina commedia) của Dante, tranh Đức mẹ của Raphael, "Faust" của Goethe hoặc khúc Messe (Die hohe Messe) của Bach, giao hưởng số 9, là con đẻ của thời đại của mình, đồng thời là sự thể hiện những lý tưởng và hoài bão của loài người. Nhạc sĩ hoàn thành bản giao hưởng vào cuối đời nhưng đã nghiền ngẫm trong suốt cuộc đời mình. Hồi còn trẻ, say sưa với những tư tưởng của cuộc cách mạng Pháp, Beethoven tìm tòi thể hiện âm nhạc bài thơ ca ngợi (Ode) "Hướng tới niềm vui" (Ode to Joy) của Schiller, mà ông đã lấy lời thơ ấy viết màn hợp xướng chương cuối của giao hưởng số 9. Những tư tưởng về tình hữu ái nhân loại, về tự do được đưa vào giao hưởng đã thôi thúc ông mãi trên suốt cả con đường sáng tác. Không phải ngẫu nhiên mà chủ đề âm nhạc của chương cuối nảy sinh trước khi có bản giao hưởng, và có thể tìm thấy trong các tác phẩm khác của Beethoven không ít những hình ảnh tương tự với chủ đề ấy. Nói một cách khác, giao hưởng số 9 - là sự tổng kết những tìm tòi tư tưởng nghệ thuật của nhạc sĩ.
Bản giao hưởng được xây dựng trong thời gian mà thời kỳ cách mạng Pháp đã đi vào dĩ vãng, và thế lực phản động đang ngự trị ở châu Âu. Những hy vọng đã đổi thành thất vọng. Trong nghệ thuật đã nảy sinh một trào lưu mới - chủ nghĩa lãng mạn, thể hiện những tâm trạng mới. Công trạng của người nghệ sĩ ca ngợi Trí tuệ, Tự do, Niềm tin trong thời kỳ đen tối ấy ấy càng có ý nghĩa lớn. Giao hưởng số 9 - một bản tuyên ngôn âm nhạc của thế kỷ 19, như Lenin nói: "tiến hành dưới khẩu hiệu của cuộc cách mạng Pháp".
Giao hưởng số 9 - tác phẩm cải cách sâu sắc. Lần đầu tiên lời hát được đưa vào giao hưởng. Thủ pháp táo bạo ấy rất cần thiết đối với Beethoven. Sự phát triển của tư tưởng của bản giao hưởng đã gợi ý việc đưa lời hát vào như tiếng nói của nhân loại, tính cụ thể của lời ca cần cho việc diễn đạt kết luận tư tưởng chủ yếu của quan điểm triết học to lớn. Nhưng điều đó không hạn chế cái mới của Beethoven. Ông đổi vị trí của Scherzo và Adagio, viết những đoạn ngoài cùng của chương Scherzo theo hình hình thức sonata allegro. Thiên tài Beethoven đã đạt đến độ trưởng thành tột bậc trong giao hưởng số 9. Bản giao hưởng gây xúc động mạnh bởi tính bi kịch của những nỗi đau khổ của nhân loại, cuộc đấu tranh tư tưởng lớn lao, tư tưởng cao cả, nguồn cảm hứng của chủ nghĩa nhân văn tổng kết con đường sáng tác của Beethoven - nhà soạn nhạc giao hưởng. Bản giao hưởng số 9 mở ra những triển vọng mới đối với nền nghệ thuật âm nhạc của những thế hệ tiếp theo.

### Chương I
Allegro ma non troppo, un poco maestoso. Thời gian xấp xỉ: 15 phút.
Trong màn sương tối lờ mờ, bất định, hiện ra phần mở đầu của bản giao hưởng. Hồi hộp, đầy bí ẩn của đợi chờ, tiếng vê (tremolo) chập chờn mờ ảo của violin, trên nền tremolo ấy thấp thoáng những bóng lờ mờ các motiv, nhạc sĩ đang lần dò những tuyến mạch của chủ đề chính sau này, nó đã hình thành, và sau một sự chuẩn bị lâu dài, bằng sự nỗ lực hùng mạnh của dàn nhạc, cuối cùng, khẳng định chủ đề chính. Xuất hiện hình tượng thuyết nguồn gốc vũ trụ, dường như từ bóng tối của vô biên vũ trụ xuất hiện và tuyên bố về mình một cách uy quyền, mệnh lệnh: "Tôi đang có ở đây". Nhưng vũ trụ sinh ra xù xì, đầy rẫy những mâu thuẫn sôi sục, nảy sinh không khí đấu tranh, xung đột. Sự phát triển sôi động đó dẫn đến chủ đề phụ - phản đề trữ tình đối với chủ đề một, âm nhạc mang màu sắc trưởng, xuất hiện cao trào anh hùng ca - những tia sáng đầu tiên của thắng lợi. Và bỗng nhiên trở lại một sự yên lặng hung dữ, những tiếng kèn hiệu nghiêm trọng thông báo trận chiến đấu bắt đầu, gợi lại trong ký ức những hình tượng người khổng lồ một mắt trong sử thi anh hùng cổ đại. Ngôn ngữ của bản giao hưởng bị mất tính chất tạo hình, nhưng thay vào đó là áp lực kịch tính và thoái trào kiệt sức, trong âm thanh rùng rợn của chủ đề chính, trong tính nhất quán, nhằm một mục tiêu nhất định của sự phát triển âm nhạc, đã thể hiện được hình tượng uy nghi, hùng tráng của hành động, của cuộc chiến đấu. Giai đoạn tột cùng của cuộc chiến đấu trùng hợp với sự bắt đầu phần nhắc lại (Reprise). Từ lúc ấy sự hoạt động đưa đến không thương xót sự kết thúc bi thảm trong đoạn đuôi (Coda). Âm nhạc có sắc thái tang lễ trọng thể. Tuy vậy "ý kiến tối hậu" không thể bác bỏ được vẫn thuộc về chủ đề chính quyền uy và hùng dũng.

### Chương II
Scherzo: Molto vivace - Presto. Thời gian xấp xỉ: 10 phút.
Phá bỏ tập tục cũ, Beethoven để khúc Scherzo ngay sau chương I. Nó xóa bỏ yếu tố bi thảm lúc đầu - Scherzo - cảnh huy hoàng có khí thế và hiệu lực, nó lao nhanh dồn dập như một trận bão lửa, tạo nên ấn tượng lúc thì mang tính chất anh hùng ca, lúc thì phóng túng, mơ mộng. Nhưng trong dòng âm thanh như đuổi theo nhau đó khuôn phép nghiêm ngặt về nhịp điệu vẫn khống chế. Những phần ngoài cùng được viết ở hình thức sonata allegro (lại một cải tiến mới mẻ nữa) tương phản với phần trio mang tính chất phong cảnh phong tục, với nhiều màu sắc tươi sáng của đồng quê.

### Chương III
Adagio molto e cantabile - Andante Moderato - Tempo Primo - Andante Moderato - Adagio - Lo Stesso Tempo. Thời gian xấp xỉ: 16 phút.
Thể hiện lý tưởng đạo đức, vẻ đẹp và tính chất hùng vĩ của âm nhạc đầy cảm hứng bởi ý tưởng cao cả về đạo đức và hoàn thiện, sứ mệnh và nghĩa vụ của con người. Tính chất minh bạch sáng sủa, sự hài hòa của lý trí và tình cảm bao trùm niềm suy tư triết lý tỉnh táo ấy. Dòng nhạc thong thả, đầy đặn, sự luân chuyển và bổ sung lẫn nhau của hai chủ đề và các biến tấu của chúng rất chặt chẽ và hợp lý, hơi thở của giai điệu vô cùng rộng rãi. Điệu trưởng chiếm ưu thế hầu như khắp nơi trong nền tảng dàn nhạc đầy chất giai điệu tươi sáng, chỉ có hai lần bị phá vỡ do sự xâm nhập của chủ đề chính của chương I - như muốn nhắc rằng đạt được sự rõ ràng và cân đối ấy phải trả bằng một giá đắt.

### Chương IV
Presto; Allegro molto assai (Alla marcia); Andante maestoso; Allegro energico, sempre ben marcato. Thời gian xấp xỉ: 24 phút.
Chương cuối với phần đầu tràn lên dữ dội, khôi phục cái lạc điệu tưởng như đã được khắc phục. Nhưng điều đó chỉ là sự cố gắng để quay về. Nhưng sự trở về đã không thể có được logic phát triển của "những sự kiện" nhất quyết dẫn đến thắng lợi của niềm vui. Những chủ đề của những chương trước - những đoạn đường đã bị vượt qua - nối tiếp nhau đi, nhưng chủ đề nào cũng bị bè cello "cự tuyệt" bằng cách nói cương quyết: không một chủ đề nào có thể nói là chủ đề của chương cuối. Cần phải tìm cái nào đó có phẩm chất mới, hơn hẳn tất cả những gì đã có từ trước đến nay và có thể nói lên kết quả phát triển tư tưởng âm nhạc của bản giao hương. Một khoảnh khắc yên lặng trong dàn nhạc. Và cuối cùng chủ đề mới ấy xuất hiện, chủ đề Niềm Vui. Chính nhờ tính chất mộc mạc mà nó được xem như một sự phát triển rõ ràng. Đầu tiên là cello và contrebass diễn tấu chủ đề ấy, sau đó từng nhóm nhạc cụ khác và cuối cùng, cả dàn nhạc. Đó là niềm vui đã vượt qua đau khổ, chiến thắng cái ác, là thành quả của sự hài hòa cân đối cao độ của nội tâm và sự thoải mái về tinh thần của con người. Âm thanh của chủ đề đạt đến quy mô to lớn, và một lần nữa, lần cuối cùng, nhạc tố hốt hoảng, kinh hoàng trong chương I lại chen vào. Và lúc đó, lần đầu tiên nghe thấy tiếng nói của con người: "Ồ các bạn ơi! Không phải những âm thanh ấy! Tốt hơn hết chúng ta hãy hát cái gì vui tươi!" Chủ đề Niềm Vui xuất hiện ở các giọng đơn ca và hợp xướng: "Ôi Niềm Vui thần thánh tuyệt vời, nữ thần của bầu trời! Lòng hân hoan, chúng tôi bước vào thánh đường của người". Từ lúc đó Niềm Vui vô tận, không gì làm u tối đi, được giữ mãi cho đến cuối chương. Hơn thế nữa, Niềm Vui được thể hiện trong tất cả sự phong phú về giới hạn và sắc thái. Chủ đề thông qua một loạt biến hóa, trở thành khúc ca, bài hát ca ngợi tươi sáng, hành khúc anh hùng, về tính chất có khác nhau, những đoạn chen (episodes) được trình bày trong bức tranh khổng lồ chung của niềm vui sướng của quần chúng, sự hân hoan tưng bừng của nhân loại được giải phóng và hạnh phúc. Và trong âm nhạc như tràn ngập ánh mặt trời, và trong từng ô nhịp ánh hào quang ngày càng rực rỡ, chói lọi. Về cuối giọng hát đơn ca, hợp xướng và dàn nhạc hòa thành khí thế chung ngợi ca niềm vui, trong niềm hân hoan tột độ. "Hỡi triệu triệu người, hãy xiết chặt tay nhau! "Bản giao hưởng kết thúc bằng sự ca ngợi Tự do, tình huynh đệ của Nhân loại.
Như vậy là, từ tối tăm - ra ánh sáng, qua đấu tranh và tổn thất - đến giác ngộ sứ mệnh của con người, từ u tối - đến ánh sáng của chân lý, đến niềm vui của thế giới được giải phóng và hạnh phúc. Đó là những nét lớn trong nội dung tư tưởng của bản giao hưởng số 9, thể hiện những lý tưởng bất tử mà hàng bao nhiêu thế kỷ loài người đang vươn tới.
Phần lời của chương IV.
| O Freunde, nicht diese Töne! Sondern laßt uns angenehmere anstimmen, und freudenvollere. | Bạn hỡi, không phải giọng điệu đó! Hát xướng lên những giai điệu tươi sáng và vui tươi hơn! |
| Freude! | Niềm vui! |
| Freude, schöner Götterfunken Tochter aus Elysium, Wir betreten feuertrunken, Himmlische, dein Heiligtum! Deine Zauber binden wieder Was die Mode streng geteilt; Alle Menschen werden Brüder, Wo dein sanfter Flügel weilt.                  | Niềm vui, tia sáng đẹp đẽ thần thánh, Là con gái của Elysium, Chúng tôi tiến vào, với lửa nhiệt thành, cảm giác bất tử, thánh địa của người! Phép thuật của người sẽ hàn gắn những gì vốn bị chia cắt. Bốn bể sẽ về một nhà, khi đôi cánh người rộng mở vươn tới.                                                                          |
| Wem der große Wurf gelungen, Eines Freundes Freund zu sein; Wer ein holdes Weib errungen, Mische seinen Jubel ein! Ja, wer auch nur eine Seele Sein nennt auf dem Erdenrund! Und wer's nie gekonnt, der stehle Weinend sich aus diesem Bund! | Những ai đủ may mắn để trở thành huynh đệ của nhau, Những ai đã tìm được tình yêu của mình, Hãy cũng cùng hòa vào khúc khải hoàn này! Đúng rồi, những ai có một linh hồn duy nhất trên thế gian này! Những người không có, hãy để họ đi khỏi khúc hoan ca này!                                                                             |
| Freude trinken alle Wesen An den Brüsten der Natur; Alle Guten, alle Bösen Folgen ihrer Rosenspur. Küsse gab sie uns und Reben, Einen Freund, geprüft im Tod; Wollust ward dem Wurm gegeben, Und der Cherub steht vor Gott.                  | Mọi sinh vật đều uống niềm vui từ bầu sữa của thiên nhiên; Những người tốt, những người xấu Đều đi theo con đường hoa hồng của người. Người ban cho ta nụ hôn và rượu, một người tri kỷ, sống chết có nhau; Kể cả một con sâu cũng được ban khao khát, và các Minh thần đứng trước Chúa.                                                   |
| Froh, wie seine Sonnen fliegen Durch des Himmels prächt'gen Plan, Laufet, Brüder, eure Bahn, Freudig, wie ein Held zum Siegen. | Vui thay, giống như mặt trời của Ngài phi qua cả vũ trụ tráng lệ này, Bạn cũng vậy, người anh em, hãy bước đi, hân hoan, như một anh hùng chinh phạt. |
| Seid umschlungen, Millionen! Diesen Kuß der ganzen Welt! Brüder, über'm Sternenzelt Muß ein lieber Vater wohnen. Ihr stürzt nieder, Millionen? Ahnest du den Schöpfer, Welt? Such' ihn über'm Sternenzelt! Über Sternen muß er wohnen.       | Hãy nối vòng tay lại, hàng triệu anh em! Nụ hôn này là cho cả thế giới! Những người anh em, bên trên vòm trời kia người cha yêu dấu của ta hẳn đang ở đó. Liệu ta có quỳ xuống trước ông, hàng triệu anh em? Hỡi thế giới này, bạn có cảm nhận được Người sáng tạo? Hãy tìm ông giữa những vì sao! Ông hẳn đang ngự trên những vì tinh tú. |

## Bản giao hưởng số 9 và cuộc sống

### Ảnh hưởng trong thế kỷ 20
Bản giao hưởng số 9 của Beethoven có lẽ là tác phẩm được nhiều người biết đến, một số người coi nó là một bản thánh ca về cuộc sống con người. Do vậy không có gì ngạc nhiên khi nó được chuyển thể và sử dụng vào trong nhiều loại hình văn hóa đại chúng, như điện ảnh, truyền hình, âm nhạc. Dưới đây là một vài tác phẩm có liên quan.
Năm 1964, Maurice Béjart sáng tác vở ballet Ballet du XXe siècle dựa trên bản "Giao hưởng số 9", và được nhiệt liệt tán thưởng.
Tại hầu hết các Thế Vận Hội từ nửa sau thế kỷ 20, chương bốn được trình diễn như một phần của các lễ nghi thức. Bản Giao Hưởng số 9 đã được các phi hành gia của phi hành đoàn Apollo 11 đem lên để tại Mặt trăng năm 1969 như một thông điệp thân ái của con người đến các nền văn minh ngoài hành tinh.